# Okouguié
Okouguié est une localité rurale dans le Sud de la Côte d'Ivoire dans la région de l'Agnéby-Tiassa. Le villade d'Okouguié appartient au département d'Agboville et rattaché administrativement à la sous-préfecture de Grand-Morié,,. 